# 2004 في بلغاريا
فيما يلي قوائم الأحداث التي وقعت خلال عام 2004 في بلغاريا.

## رياضة
- 15 مايو – الدوري البلغاري الممتاز 2003-04 الفائز نادي لوكوموتيف بلوفديف.

## أفلام
من الأفلام التي صدرت هذه السنة في بلغاريا:
- 1 يناير – الرحلة الكبرى من إخراج إسماعيل فروخي.

### يونيو
- 1 يونيو – كريسيا تودوروفا مغنية بلغارية.